# NXT: New Year’s Evil (2025)
WWE: New Year’s Evil (2025) – piąty coroczny specjalny odcinek cotygodniowego programu NXT o wrestlingu w chronologii cyklu NXT: New Year’s Evil wyprodukowany przez federację WWE dla zawodników z brandu NXT i ogólnie szósta gala New Year’s Evil. Odbyła się 7 stycznia 2025 w Shrine Expo Hall w Los Angeles w stanie Kalifornia. Emisja była przeprowadzana na żywo za pośrednictwem The CW. Był to pierwszy program telewizyjny NXT wykorzystujący branding WWE.
Podczas wydarzenia rozegrano pięć walk. W walce wieczoru Oba Femi pokonał ówczesnego mistrza Tricka Williamsa i Eddy’ego Thorpe’a w triple threat matchu zdobywając NXT Championship. W innej ważnej walce Giulia pokonała Roxanne Perez, aby wygrać NXT Women’s Championship.

## Produkcja

### Tło
New Year’s Evil to specjalny program telewizyjny o wrestlingu, obecnie produkowany przez WWE, organizowany w okolicach Nowego Roku. Pierwotnie został wyemitowany jako specjalny odcinek programu Monday Nitro World Championship Wrestling (WCW) 27 grudnia 1999; WWE przejęło WCW w 2001 roku. Po 21 latach od tej gali WCW, WWE wznowiło New Year’s Evil dla swojego rozwojowego brandu NXT jako specjalny odcinek NXT 6 stycznia 2021 roku i od tego czasu odbywa się corocznie na początku stycznia. Edycja 2025 ma się odbyć 7 stycznia 2025 w Shrine Expo Hall w Los Angeles w stanie Kalifornia.
6 stycznia The Rock ogłosił, że pojawi się na tym wydarzeniu.

### Rywalizacje
NXT: New Year’s Evil oferowało walki profesjonalnego wrestlingu z udziałem wrestlerów należących do brandu NXT. Wyreżyserowane rywalizacje (storyline’y) były kreowane podczas cotygodniowych gal NXT. Wrestlerzy są przedstawieni jako heele (negatywni, źli zawodnicy i najczęściej wrogowie publiki) i face’owie (pozytywni, dobrzy i najczęściej ulubieńcy publiki), którzy rywalizują pomiędzy sobą w seriach walk mających budować napięcie. Kulminacją rywalizacji jest walka wrestlerska lub ich seria.

#### Pojedynek o NXT Women’s Championship
Na NXT Deadline, Giulia wygrała żeński Iron Survivor Challenge i zdobyła walkę o NXT Women’s Championship z Roxanne Perez, a walka odbędzie się na New Year’s Evil.

#### Pojedynek o NXT Championship
Na odcinku NXT z 19 listopada 2024 roku Eddy Thorpe wziął udział w kwalifikacjach do Iron Survivor Challenge, w których przegrał z NXT Tag Team Championem Nathanem Frazerem po tym, jak został rozproszony przez bójkę dywizji tag team NXT poza ringiem. Dwa tygodnie później Thorpe wygrał fatal 4-way match ostatniej szansy, aby zakwalifikować się do Iron Survivor Challenge na NXT Deadline. Jednak później został zaatakowany za kulisami i został wykluczony z Deadline. Podczas wydarzenia powracający Oba Femi zajął miejsce Thorpe’a i wygrał męski Iron Survivor Challenge, aby zdobyć walkę o NXT Championship przeciwko Trickowi Williamsowi na New Year’s Evil. Trzy dni później na odcinku z 10 grudnia Thorpe skonfrontował się z Williamsem i Femim, stwierdzając, że to Femi go zaatakował. Thorpe zażądał również walki o tytuł, na co Williams się zgodził. Po podpisaniu kontraktu na walkę o tytuł, Thorpe ujawnił Generalnej Menadżerce NXT Avie, że zainscenizował swój własny atak, aby ułatwić sobie drogę do walki o NXT Championship. Walka o tytuł na odcinku z 17 grudnia zakończyła się podwójnym przypięciem, a Williams zachował swój tytuł. W następnym tygodniu Thorpe zakwestionował wynik walki o tytuł, a Williams stwierdził, że będzie bronił mistrzostwa w triple threat matchu na New Year’s Evil, który został oficjalnie ogłoszony przez Avę.

#### Pojedynek o NXT Heritage Cup
W odcinku NXT z 29 października Lexis King zmierzył się z Charliem Dempseyem z No Quarter Catch Crew o NXT Heritage Cup w British Rounds Rules. Kingowi towarzyszył ojciec Dempseya, William Regal, jako jego narożnik. Podczas walki Regal przekazał Kingowi swój charakterystyczny mosiężny kastet, aby użył go przeciwko Dempseyowi, ale King odmówił, chcąc wygrać Puchar na własną rękę i przegrał walkę 0-2. W odcinku NXT z 24 grudnia King, ponownie z Regalem jako swoim cornermanem, zmierzył się z Dempseyem w rewanżu o NXT Heritage Cup. Regal ponownie przekazał Kingowi mosiężny kastet, ale King odmówił. Regal następnie uderzył Kinga, przez co mosiężny kastet wpadł do ringu. Sędzia zdyskwalifikował Dempseya i koronował Kinga na nowego mistrza NXT Heritage Cup po tym, jak zobaczył Dempseya z mosiężnym kastetem i założył, że Dempsey użył ich na Kingu. Jednak ze względu na szarą strefę w British Rounds Rules dotyczącą tego, czy Puchar może zmienić właściciela poprzez dyskwalifikację panującego mistrza, Ava nakazała Kingowi oddać Puchar Dempseyowi i ogłosiła, że zmierzą się ze sobą w zwykłej walce o Puchar w New Year’s Evil, co będzie pierwszym razem, gdy walka o Puchar nie będzie kwestionowana zgodnie z zasadami British Rounds Rules.

#### Cora Jade vs. Kelani Jordan vs. Lola Vice vs. Stephanie Vaquer
W odcinku NXT z 10 grudnia Cora Jade zaatakowała za kulisami Stephanie Vaquer, w wyniku czego doszło do tag team matchu pomiędzy Jade i Roxanne Perez a sojuszniczką Vaquer, Giulią, i Kelani Jordan, którą wygrały Jade i Perez. Po walce Vaquer zaatakowała Jade. Doprowadziło to do walki między Jade i Vaquer dwa tygodnie później, którą wygrała Vaquer. Po walce Jordan zaatakowała Jade, gdy Vaquer próbowała powstrzymać Jordan. Później tej nocy za kulisami Jordan skonfrontowała się z Vaquer i powiedziała, że nie potrzebuje jej pomocy, ale pojawiła się Lola Vice i powiedziała, że Vaquer troszczy się o Jordan. Doprowadziło to do walki między Jordan i Vice w następnym tygodniu, którą Jordan wygrała po ingerencji Jade, która zaatakowała obie kobiety po walce ale Vaquer przyszedł do ich obrony. Vice następnie próbowała uderzyć Jade, ale przypadkowo uderzyła Vaquer. Później tej nocy za kulisami doszło do kłótni i bójki między Jordan, Vice i Vaquer, ku uciesze Jade. Generalna Menadżerka NXT Ava następnie zaplanowała fatal 4-way match na New Year’s Evil, w którym zwyciężczyni stałaby się pretendentką nr 1 do NXT Women’s North American Championship.

#### Gigi Dolin, Shotzi i Tatum Paxley vs. Fatal Influence (Fallon Henley, Jacy Jayne i Jazmyn Nyx)
W odcinku NXT z 26 listopada Fallon Henley pokonała Tatum Paxley, aby zachować NXT Women’s North American Championship po ingerencji koleżanek ze stajni Henley Fatal Influence, Jacy Jayne i Jazmyn Nyx. Po walce grupa zaatakowała Paxley, która została uratowana przez powracającą Gigi Dolin. Dwa tygodnie później Jayne i Nyx pokonały Dolin i Paxley w tag team matchu. Po walce Fatal Influence zaatakowały Dolin i Paxley, ale powracająca Shotzi wydawała się wyrównywać szanse. W odcinku NXT z 31 grudnia Dolin i Shotzi rywalizowały w triple threat tag team matchu, który przegrały po ingerencji Fatal Influence. six-woman tag team match pomiędzy tymi dwoma drużynami został później zaplanowany na New Year’s Evil.

## Wyniki walk
| Nr                                 | Wyniki | Stypulacje                                                                        | Czas  |
| ---------------------------------- | --- | --------------------------------------------------------------------------------- | ----- |
| 1                                  | Giulia pokonała Roxanne Perez (c) poprzez pinfall                                                                   | Singles match o NXT Women’s Championship                                          | 11:14 |
| 2                                  | Stephanie Vaquer pokonała Corę Jade, Kelani Jordan i Lolę Vice poprzez pinfall                                      | Fatal 4-way match o miano pretendentki do NXT Women’s North American Championship | 9:00  |
| 3                                  | Gigi Dolin, Shotzi i Tatum Paxley pokonały Fatal Influence (Fallon Henley, Jacy Jayne i Jazmyn Nyx) poprzez pinfall | Six-woman tag team match                                                          | 10:14 |
| 4                                  | Lexis King pokonał Charliego Dempseya (c) (z Tavionem Heightsem, Mylesem Bornem i Wren Sinclair) poprzez pinfall    | Sudden Death Rules o NXT Heritage Cup                                             | 11:01 |
| 5                                  | Oba Femi pokonał Tricka Williamsa (c) i Eddy’ego Thorpe’a poprzez pinfall                                           | Triple threat match o NXT Championship                                            | 10:43 |
| (c) – mistrz/mistrzyni przed walką | |                                                                                   |       |